# Parishville (New York)
Parishville est une ville du comté de Saint Lawrence, dans l'État de New York, aux États-Unis,. En 2010, elle comptait une population de 2 153 habitants.

## Démographie
Lors du recensement de 2010, la ville comptait une population de 2 153 habitants, tandis qu'en 2016, elle est estimée à 2 078 habitants.